# République de La Rochelle
 (mars 2024).
 (juin 2023).
1621–1628
Entités précédentes :
- Royaume de France

Entités suivantes :
- Royaume de France

Grâce à l’édit de Nantes, La Rochelle, cité riche de 22 000 habitants dont près de 18 000 protestants, est devenue un haut lieu de la religion réformée en France. Ce port, dernière place de sûreté des huguenots, est en relation avec les Provinces-Unies des Pays-Bas qui sont devenues calvinistes, ou sur le modèle de la République de Genève sous Jean Calvin et reçoit de la mer l’aide de l'Angleterre.
Si l’édit de Nantes ramène la paix dans le royaume de France, il a aussi comme effet de transformer les cités protestantes en un « État dans l’État ». La menace vis-à-vis du pouvoir royal est bien réelle, et Richelieu entend bien la réduire à néant.
En effet, en mai 1621, La Rochelle proclame son indépendance, et la constitution d’un « Nouvelle République de La Rochelle » est établie sur le modèle de la République des Provinces-Unies des Pays-Bas. Le roi Louis XIII décide de faire le assiéger la ville sous le commandement du cardinal Richelieu en 1627 après des opérations sans grand succès les dernières années.
Les vivres commencent à s’épuiser, et les navires anglais venus en soutien sont contraints de rebrousser chemin. Une deuxième, puis une troisième expédition anglaise échouent, malgré des tirs nourris. Les Rochelais sont contraints de manger, entre autres, des chevaux, des chiens ou des chats. Lorsque la ville finit par se rendre le 28 octobre 1628, il ne reste que 5 400 survivants sur les 28 000 habitants.
L’armée royale prend la ville le 1er novembre.
Par un édit royal, daté de La Rochelle du 3 novembre 1628, Louis XIII règle le sort de la ville : ré-autorisation de l'exercice libre et public du culte catholique et maintien du culte réformé (les églises devant être rebâties aux frais des Rochelais et restituées à leurs anciens possesseurs avec les cimetières) ; une croix sera dressée sur la place du château avec une inscription commémorant la reddition ; chaque année, le 1er novembre, une procession solennelle aura lieu en action de grâce ; le temple principal de la ville sera érigé en cathédrale et siège d'évêque ; les rebelles sont pardonnés.